# Silhouette (album)
Silhouette is het vierde en laatste studioalbum van de Nederlandse band Nasmak, voordat de band als Nasmak PM in 2018 de draad weer opnieuw oppakt en kwam uit in 1983 op Plurex Records. Joop van Brakel heeft inmmidels de band verlaten, bij het uitkomen van het album het vorige album en Nasmak blijft over als trio.

## Muziek
Het vorige album was al melodieuzer, nu is er meer accent op songstructuren, met inzet van een achtergrondkoortje. Dit levert een aantal goede nummers op.
Dit is afscheidsalbum van de overgebleven rest van de band. Hiermee oogst de band nog succes, met interesse van een aantal grote platenmaatschappijen. Toch besluit het overgebleven trio begin 1984 Nasmak op te heffen, de veranderingsdrift was op.
Alle leden van Nasmak, inclusief de Groot, werken sindsdien samen in deelformaties. Als collectief creëerden ze in 2018 Nasmak PM.

## Bandleden
- Theo Van Eenbergen (basslines)
- Toon Bressers (rhythms)
- Henk Janssen (zang, melodies)
- Frans van Bommel, Ine van den Bergh, Valerie Koolemans Beijnen (achtergrond koor)

## Nummers kant a
Alle muziek en teksten zijn geschreven door Nasmak. 
| Nr. | Titel       | Duur  |
| --- | ----------- | ----- |
| 1.  | Visions     | 03:36 |
| 2.  | Walk Away   | 03:41 |
| 3.  | Air         | 04:38 |
| 4.  | Disturbance | 03:53 |
| 5.  | Silhouette  | 03:59 |

## Nummers kant b
Alle muziek en teksten zijn geschreven door Nasmak. 
| 1.                 | Crystal Clear    | 03:46 |
| 2.                 | Don't Be Anxious | 04:08 |
| 3.                 | Below            | 03:44 |
| 4.                 | Believe in Woman | 04:16 |
| 5.                 | Womb             | 03:45 |
| Totale duur: 39:26 |                  |       |